# NAT16
NAT16 (англ. N-acetyltransferase 16 (putative)) – білок, який кодується однойменним геном, розташованим у людей на 7-й хромосомі. Довжина поліпептидного ланцюга білка становить 369 амінокислот, а молекулярна маса — 40 521.
| 10         |  | 20         |  | 30         |  | 40         |  | 50         |
| ---------- |  | ---------- |  | ---------- |  | ---------- |  | ---------- |
| MKLEASCGTA |  | TSEVPKPEKK |  | TARDAEPSSE |  | TRPQEVEAEP |  | RSGSGPEAEA |
| EPLDFVVATE |  | REFEEVLAIS |  | GGIYGGLDYL |  | PSRYHSWLRD |  | PDRTVVLAKR |
| NGGVIALESV |  | NVIDAGETVL |  | VEGLRVAPWE |  | RGKGVAGLLQ |  | RFCSQLVKRQ |
| HPGVKVARLT |  | RDDQLGPREL |  | KKYRLITKQG |  | ILLVRFNASA |  | LLAGLGARLA |
| ALRTSGTFSP |  | LPTEAVSEAG |  | GDVARLLLSP |  | SVQRDVLPGG |  | TIIQDWQPYR |
| PSESNLRLLA |  | AKGLEWRVDS |  | RARPRVLTLC |  | TRPFPIPHGG |  | DGTWRYLNID |
| AFGSDGAQVQ |  | SQLLWHLQRQ |  | APRLVGLNVM |  | CQLFLEPQLW |  | SQLADFCQVG |
| LGLELVKGYT |  | EQYLLEADI  |  |            |  |            |  |            |

A: Аланін

C: Цистеїн

D: Аспарагінова кислота

E: Глутамінова кислота

F: Фенілаланін

G: Гліцин

H: Гістидин

I: Ізолейцин

K: Лізин

L: Лейцин

M: Метіонін

N: Аспарагін

P: Пролін

Q: Глутамін

R: Аргінін

S: Серин

T: Треонін

V: Валін

W: Триптофан

Кодований геном білок за функціями належить до трансфераз, ацилтрансфераз. 
Задіяний у такому біологічному процесі, як альтернативний сплайсинг.